# Braunsapis calidula
Braunsapis calidula là một loài Hymenoptera trong họ Apidae. Loài này được Cockerell mô tả khoa học năm 1908.